# Angerville (Essonne)
 Angerville  ist eine französische Gemeinde mit 4416 Einwohnern (Stand 1. Januar 2022) im Département Essonne in der Region Île-de-France; sie gehört zum Arrondissement Étampes und zum Kanton Étampes.
Nachbargemeinden von Angerville sind Monnerville im Norden, Le Mérévillois im Osten, Autruy-sur-Juine im Südosten, Andonville im Süden, Neuville Saint Denis im Südwesten, Gommerville und Intréville im Westen sowie Pussay im Nordwesten.

## Ortsteile und Siedlungen
- Dommerville (siehe Schloss Dommerville)
- Villeneuve-le-Bœuf (siehe auch Kirche St-Roch)
- Brigeolet
- Les Hurepoix
- Les Tramways
- Quartier de l’Europe

## Geschichte
Der Ort wurde im 12. Jahrhundert als villa nova vom Abt Suger der Abtei Saint-Denis gegründet.

## Bevölkerungsentwicklung
| Jahr      | 1962 | 1968 | 1975 | 1982 | 1990 | 1999 | 2009 |
| Einwohner | 1781 | 1926 | 2597 | 2622 | 3012 | 3262 | 3573 |

## Sehenswürdigkeiten
- Schloss Dommerville, erbaut 1777 bis 1782 (Monument historique seit 1977)
- Kirche Saint-Pierre-Saint-Eutrope (12. Jahrhundert)
- Kirche Saint-Germain in Dommerville (ab dem 12. Jahrhundert)
- Kapelle Saint-Roch in Villeneuve (12. Jahrhundert)

## Persönlichkeiten
- Henri-Alexandre Tessier (1741–1837), Mediziner, geboren in Angerville
- Charles Philippe Louis de Hallot (* 1709), Generalleutnant, baute das Schloss Dommerville